# 哈维·阿尔特
哈佛·占士·奥尔特（英語：Harvey James Alter，1935年9月12日—），美国病毒学家、美国国立卫生研究院输血医学家，医生，和诺贝尔奖获得者，他以导致发现丙型肝炎病毒的工作而闻名。

## 早年
出生在纽约市的一个犹太人家庭，1956年在罗彻斯特大学获得文学士学位，1960年在该校得到医学学位，并开始在斯特朗纪念医院(Strong Memorial)的担任驻院医生。

## 科学生涯
1964年与后来的诺贝尔奖得主巴鲁克·塞缪尔·布隆伯格发现了澳大利亚抗原，后来被认为是乙肝病毒的一部分。他还以动物模型来研究人体免疫缺陷病毒，并确定了丙肝病毒。

## 奖项
- 2000年，获拉斯克临床医学研究奖，[7]
- 2013年，获盖尔德纳国际奖。[8]
- 2020年，获諾貝爾生理學或醫學獎。[9]